# La Culotte (film)
Pour plus de détails, voir Fiche technique et Distribution.
La Culotte ou Die Hose est un film muet allemand de 1927 de Hans Behrendt, adapté d'une pièce de théâtre homonyme, La Culotte, mise en scène en 1911 par Carl Sternheim. Dans ce film, Veit Harlan incarne un barbier juif ; le réalisateur mourra durant l'holocauste en route vers le camp d'extermination d'Auschwitz, tandis que l'acteur réalisera le film antisémite Le Juif Süss.

## Acteurs
- Werner Krauss
- Jenny Jugo
- Rudolf Forster
- Veit Harlan